# RuPaul's Drag Race
RuPaul's Drag Race je americká reality show, produkovaná společností World of Wonder pro Logo TV a od deváté řady pro televizní kanál VH1. RuPaul v pořadu hledá „příští americkou drag superstar“.
RuPaul působí v pořadu v roli moderátora, mentora a hlavního porotce výzev, které soutěžící každý týden dostávají. Mimo něj v porotě zasedává Michelle Visage a střídají se Ross Mathews s Carsonem Kressleym. Každý týden je tak jiný hostující porotce, který společně se zbytkem poroty hodnotí všechny queens.
RuPaul's Drag Race má do roku 2020 dvanáct sérií a mnoho spin-offů, jako RuPaul's Drag Race All Stars, nebo i mezinárodních sérií jako Canada's Drag Race nebo Drag Race Holland, které RuPaul již nemoderuje. Pořad se stal nejlépe hodnoceným pořadem na LogoTV, a získal dvacet tři cen Emmy, jak za moderátora, tak samotný pořad v hlavním vysílacím čase.

## Formát
Drag queens ucházející se o místo v soutěži pošlou přihlášku produkční firmě World of Wonder. RuPaul, moderátor a hlavní porotce, vybere soutěžící dané série. Jakmile jsou všichni soutěžící vybráni, točí se série epizod. Většinou je každou epizodou eliminována jedna queen, než zbude poslední – vítěz série. Každá epizoda pojednává o "maxi-výzvě", která zkouší schopnosti soutěžících v mnoho variacích dragu – od zpěv po dovednost šití šatů hodných červeného koberce. Po této výzvě soutěžící na runwayi prezentují outfity, které mají každý týden jinou tematiku. Tematiky se soutěžící dozvídají předem, takže si můžou vzít oblečení s sebou do soutěže, místo toho, aby outfity vytvářeli na místě.
RuPaul a porota pak kritizuje soutěžící a vyhlásí vítěze, společně s dvěma queens, které jsou v ohrožení eliminace. Tyto queens, kterým se v tomto případě říká "bottom two" (tedy dvě nejhorší z dané epizody) zápasí v tzv. "Lip-syncu na život a na smrt"; kde dvě queens zpívají vybranou píseň na playback. Píseň se dozvídají 24 hodin předem a mají možnost si jí po celou dobu natáčení nacvičovat, zejména v Untucked, zákulisí kam se queens odebírají po kritikách poroty před rozhodnutím o vítězi a bottom two. Vítěz lip-syncu, jehož výsledek určuje RuPaul, pak zůstává v soutěži a poražený je eliminován. Finální dvojice, trojice nebo čtveřice soutěžících se utká v speciálním finále série, kde je korunován ultimátní vítěz. V prvních třech sériích bylo finále předtočeno ve studiu bez publika. Od čtvrté do deváté série se finále točilo v hale před publikem a vítěz byl korunován na základě postupu v soutěži. Od deváté série byl zaveden nový formát, kde finální čtveřice lip-syncuje o místo ve finální dvojici, která pak lip-syncuje o korunu a výhru celé série. Výjimkou byla dvanáctá série, která se předtáčela z domovů queens, z důvodu pandemie covidu-19.

## Jednotlivé série
| Série | Datum premiéry  | Datum finále    | Vítěz              | Druhé/Třetí místo              | Miss Congeniality          | Zlatá Bota (od 13. série) | Výherní cena |
| ----- | --------------- | --------------- | ------------------ | ------------------------------ | -------------------------- | ------------------------- | --- |
| 1     | 2. února 2009   | 23. března 2009 | BeBe Zahara Benet  | Nina Flowers                   | Nina Flowers               | -                         | - $20,000 dolarů a zásoby MAC Cosmetics - hlavní role v Drag Race Turné sponzorované Absolut Vodkou - role v reklamní kampani L.A. Eyeworks - fotografie v magazínu Paper - koruna od Fierce Drag Jewels                                  |
| 2     | 1. února 2010   | 26. dubna 2010  | Tyra Sanchez       | Raven                          | Pandora Boxx               | -                         | - $25,000 dolarů - zásoby a role hlavní tváře NYX Cosmetics - hlavní role v Drag Race Turné sponzorované Absolut Vodkou - role v reklamní kampani L.A. Eyeworks - roční smlouva s firmou Project Publicity - koruna od Fierce Drag Jewels |
| 3     | 24. ledna 2011  | 2. května 2011  | Raja               | Manila Luzon                   | Yara Sofia                 | -                         | - $75,000 dolarů - zásoby Kryolan make-upu - hlavní role v Drag Race Turné sponzorované Absolut Vodkou - koruna od Fierce Drag Jewels |
| 4     | 30. ledna 2012  | 30. dubna 2012  | Sharon Needles     | Chad Michaels Phi Phi O'Hara   | Latrice Royale             | -                         | - $100,000 dolarů - zásoby NYX cosmetics - hlavní role v Drag Race Turné sponzorované Absolut Vodkou - dovolená od ALandCHUCK.travel - koruna od Fierce Drag Jewels                                                                       |
| 5     | 28. ledna 2013  | 6. května 2013  | Jinkx Monsoon      | Alaska Roxxxy Andrews          | Ivy Winters                | -                         | - $100,000 dolarů - kolekce ColorEvolution cosmetics - hlavní role v Drag Race Turné sponzorované Absolut Vodkou - dovolená od ALandCHUCK.travel - koruna od Fierce Drag Jewels                                                           |
| 6     | 24. února 2014  | 19. května 2014 | Bianca Del Rio     | Adore Delano Courtney Act      | BenDeLaCreme               | -                         | - $100,000 dolarů - kolekce ColorEvolution cosmetics - koruna od Fierce Drag Jewels |
| 7     | 2. března 2015  | 1. června 2015  | Violet Chachki     | Ginger Minj Pearl              | Katya                      | -                         | - $100,000 dolarů - roční zásoby Anastasia Beverly Hills cosmetics - koruna a žezlo od Fierce Drag Jewels |
| 8     | 7. března 2016  | 16. května 2016 | Bob the Drag Queen | Kim Chi Naomi Smalls           | Cynthia Lee Fontaine       | -                         | - $100,000 dolarů - roční zásoby Anastasia Beverly Hills cosmetics - koruna a žezlo od Fierce Drag Jewels |
| 9     | 24. března 2017 | 23. června 2017 | Sasha Velour       | Peppermint                     | Valentina                  | -                         | - $100,000 dolarů - roční zásoby Anastasia Beverly Hills cosmetics - koruna a žezlo od Fierce Drag Jewels |
| 10    | 22. března 2018 | 28. června 2018 | Aquaria            | Eureka O'Hara Kameron Michaels | Monét X Change             | -                         | - $100,000 dolarů - roční zásoby Anastasia Beverly Hills cosmetics - koruna a žezlo od Fierce Drag Jewels |
| 11    | 28. února 2019  | 30. května 2019 | Yvie Oddly         | Brooke Lynn Hytes              | Nina West                  | -                         | - $100,000 dolarů - roční zásoby Anastasia Beverly Hills cosmetics - koruna a žezlo od Fierce Drag Jewels |
| 12    | 28. února 2020  | 29. května 2020 | Jaida Essence Hall | Crystal Methyd Gigi Goode      | Heidi N Closet             | -                         | - $100,000 dolarů - roční zásoby Anastasia Beverly Hills cosmetics - koruna a žezlo od Fierce Drag Jewels |
| 13    | 1. ledna 2021   | 23. dubna 2021  | Symone             | Kandy Muse                     | LaLaRi                     | LaLaRi                    | - $100,000 dolarů - roční zásoby Anastasia Beverly Hills cosmetics - koruna a žezlo od Fierce Drag Jewels |
| 14    | 7. ledna 2022   | 22. dubna 2022  | Willow Pill        | Lady Camden                    | Kornbread "The Snack" Jeté | Maddy Morphosis           | - $150,000 dolarů (50,000 pro druhé místo) - roční zásoby Anastasia Beverly Hills cosmetics - koruna a žezlo od Fierce Drag Jewels |
| 15    | 6. ledna 2023   | 14. dubna 2023  | Sasha Colby        | Anetra                         | Malaysia Babydoll Foxx     | Salina EsTitties          | - $200,000 dolarů - roční zásoby Anastasia Beverly Hills cosmetics - koruna a žezlo od Fierce Drag Jewels |

## Typy maxi-výzev
Queens každým týdnem soutěží v jiné výzvě, hodnocenou RuPaulem a porotou.
- Herecká výzva: Soutěžící si rozdají role a podle scénáře přehrávají danou scénu (většinou parodie známého seriálu nebo filmu).
- Bálová výzva: Výzvou již od první série. Soutěžící dostanou dvě nebo tři zadání na outfity, které musí ručně sestavit z daných materiálů nebo látek, které jsou soutěžícím umožněny.
- Reklamní výzva: Soutěžící si sepíšou vlastní scénář na reklamu na zadané téma, např. vlastní vůni parfému.
- Improvizační výzva: Soutěžící podobně jako v herecké výzvě dostanou role, které mají představovat, ale nedostanou scénář.
- Snatch Game: Dobrým příkladem improvizační výzvy. Každý soutěžící si vybere celebritu, kterou ztvárňuje. V epizodě pak jako daná celebrita odpovídá na RuPaulovy otázky, co nejvtipněji to dokáže. Parodie na televizní soutěž Match Game.
- Make-over výzva: Soutěžícím je přidělena osoba, kterou musí přetvořit do člena drag rodiny, tedy aby člověk vypadal jako queen, která ho líčí. Osoba může být jejich příbuzný, celebrita, ale i člen produkce.
- Hudební výzva: Typicky poslední výzvou série, kde každý z finálního sestavení soutěžících napíše vlastní sloku k písni, kterou na pódiu pak lip-syncuje, dohromady s choreografií, kterou se musí naučit.
- Muzikálová výzva: Každému soutěžícímu je přidělena jedna role v muzikálu. Od deváté série jsou muzikály především o nějaké celebritě, například v poslední dvanácté sérii je touto celebritou Madonna, a každá queen představuje jednu éru této zpěvačky v muzikálu, ke kterému se musí naučit text a choreografii. Některé muzikály jsou na playback, ale Cher muzikál v desáté sérii byl zpíván živě.

## Spin-offy
- RuPaul's Drag U (2010–2012): V každé epizodě jsou tři ženy dány dohromady s bývalými soutěžícími Drag Race, kterém ženám udělají drag makeovery a pomohou jim najít své pravé já.[10]
- RuPaul's Drag Race All Stars (2012–dosud): Deset bývalých soutěžících se vrací a soutěží o místo v síni slávy. První série, kde soutěžící soutěží v týmech, má podobný formát RuPaul's Drag Race, kde dva nejhorší týmy vyberou zástupce, který pak lip-syncuje na život a na smrt a poraženého eliminuje RuPaul. Od druhé do páté série se queens eliminují navzájem tak, že nejlepší dvě zápasí v lip-syncu a vítěz má moc eliminovat jednoho z nejhorších (bývají dva, tři, ale klidně i všichni kromě vítěze). V páté sérii se formát výrazně změnil, kde jeden vítěz epizody soutěží proti tzv. "lip-sync assassinovi", kterým je bývalý soutěžící ze série a v lip-syncu soutěží proti vítězi epizody. Pokud zvítězí vítěz epizody, může eliminovat jednu z nejhorších queens. Pokud zvítězí assassin, eliminuje tu queen, která byla odhlasována soutěžícími. Vítězové těchto pěti sérií byli Chad Michaels, Alaska 5000, Trixie Mattel, Trinity The Tuck, Monét X-Change a Shea Coulée.
- RuPaul's Secret Celebrity Drag Race (2020,2022): Formát podobný Drag U, kde bývalé soutěžící dělají makeovery třem celebritám, které předtím většinou drag nedělaly. Celebrita, která danou epizodu zvítězí daruje $30,000 dolarů na charitu. Epizody byly pouze čtyři.[11]

### Mezinárodní verze[12]
- The Switch Drag Race (2015–2016)
- Drag Race Thailand (2018–2020, oznámeno)
- RuPaul's Drag Race UK (2019–)
- Canada's Drag Race (2020–)
- Drag Race Holland (2020–2021)
- Drag Race Down Under (2021–)
- Drag Race España (2021–)
- Drag Race Italia (2021–)
- Drag Race Philippines (2022-)
- Drag Race France (2022-)
- Drag Race Belgique (2023-)
- Drag Race Sweden (2023-)
- Drag Race México (2023-)
- Drag Race Brasil (2023-)
- Drag Race Germany (2023-)